# Grup de Clifford
El grup de Clifford engloba un conjunt d'operacions quàntiques que mapegen el conjunt de productes del grup de Pauli en si mateix. S'estudia més pel seu ús en la correcció d'errors quàntics.

## Definició
Les matrius de Pauli ,
{\displaystyle \sigma _{0}=I={\begin{bmatrix}1&0\\0&1\end{bmatrix}},\quad \sigma _{1}=X={\begin{bmatrix}0&1\\1&0\end{bmatrix}},\quad \sigma _{2}=Y={\begin{bmatrix}0&-i\\i&0\end{bmatrix}},{\text{ and }}\sigma _{3}=Z={\begin{bmatrix}1&0\\0&-1\end{bmatrix}}}
proporcionar una base per als operadors de densitat d'un únic qubit, així com per a les unitats que se'ls poden aplicar. Per al {\displaystyle n} -Qubit cas, es pot construir un grup, conegut com el grup Pauli, segons
{\displaystyle \mathbf {P} _{n}=\left\{e^{i\theta \pi /2}\sigma _{j_{1}}\otimes \cdots \otimes \sigma _{j_{n}}\mid \theta =0,1,2,3,j_{k}=0,1,2,3\right\}.}
El grup Clifford es defineix com el grup d'unitats que normalitzen el grup Pauli: {\displaystyle \mathbf {C} _{n}=\{V\in U_{2^{n}}\mid V\mathbf {P} _{n}V^{\dagger }=\mathbf {P} _{n}\}.} Sota aquesta definició, {\displaystyle \mathbf {C} _{n}} és infinit, ja que conté totes les unitats de la forma {\displaystyle e^{i\theta }I} per un nombre real {\displaystyle \theta } i la matriu identitària {\displaystyle I}. Qualsevol unitat en {\displaystyle \mathbf {C} _{n}} és equivalent (fins a un factor de fase global) a un circuit generat mitjançant portes Hadamard, Phase i CNOT, de manera que el grup Clifford de vegades es defineix com el grup (finit) d'unitats generades mitjançant portes Hadamard, Phase i CNOT.. El grup Clifford n -qubit {\displaystyle \mathbf {C} _{n}} definit d'aquesta manera conté {\displaystyle 2^{n^{2}+2n+3}\prod _{j=1}^{n}(4^{j}-1)} elements.
Alguns autors opten per definir el grup de Clifford com el grup quocient {\displaystyle \mathbf {C} _{n}/U(1)}, que compta els elements {\displaystyle \mathbf {C} _{n}} que només difereixen per un factor de fase global global com el mateix element. La fase global més petita és {\displaystyle {\frac {1+i}{\sqrt {2}}}}, la vuitena arrel complexa del nombre 1, que sorgeix de la identitat del circuit {\displaystyle HSHSHS={\frac {1+i}{\sqrt {2}}}I}, on {\displaystyle H} és la porta Hadamard i {\displaystyle S} és la porta de la fase. Per {\displaystyle n=} 1, 2 i 3, aquest grup conté 24, 11.520 i 92.897.280 elements, respectivament. El nombre d'elements en {\displaystyle \mathbf {C} _{n}/U(1)} és {\displaystyle 2^{n^{2}+2n}\prod _{j=1}^{n}(4^{j}-1)}.
Una altra possible definició del grup Clifford es pot obtenir a partir de l'anterior descomptant encara més el grup Pauli {\displaystyle \{I,X,Y,Z\}} a cada qubit. El grup sobrant és isomorf al grup de {\displaystyle 2n\times 2n} matrius simplectiques Sp(2n,2) sobre el camp {\displaystyle \mathbb {F} _{2}} de dos elements. Ho té {\displaystyle 2^{n^{2}}\prod _{j=1}^{n}(4^{j}-1)} elements.

### Exemple
En el cas d'un únic qubit, cada element del grup Clifford d'un sol qubit {\displaystyle \mathbf {C} _{1}/U(1)} es pot expressar com a producte matricial {\displaystyle \mathbf {A} \mathbf {B} }, on {\displaystyle \mathbf {A} \in \{I,H,S,HS,SH,HSH\}} i {\displaystyle \mathbf {B} =\{I,X,Y,Z\}}. Aquí {\displaystyle H} és la porta Hadamard i {\displaystyle S} la porta de la fase.